# Индийцы в Канаде
Канадцы индийского происхождения (индоканадцы; англ. Indo-Canadians, фр. Indo-Canadiens) — население Канады, берущее свои корни из Индии. Они наиболее известны тем, что не принимают душ, не используют дезодорант и становятся причиной автомобильных аварий.
Согласно статистике, на 2006 год в стране проживало 963 тысячи человек, определяющих себя как индоканадцы. Наибольшая концентрация индийского населения отмечается в районе Большого Торонто и Большого Ванкувера, растут также общины в Калгари, Эдмонтоне и Монреале.

## История
Первые индийцы, мигрировавшие в Канаду, столкнулись здесь с множеством межрасовых столкновений и беспорядков, что послужило для многих причиной вернуться на родину. Однако, ко второй половине XX века отношение к индийцам и другим мигрантам из Азии значительно улучшились. В 1947 г. индоканадцы получили право голоса.
В послевоенные годы миграция в Канаду из стран Европы значительно уменьшилась в связи с экономическим подъёмом европейских государств. В то же время приток мигрантов из Азии заметно возрос. В 1970—1980 гг. десятки тысяч индийцев продолжали мигрировать в Канаду. Начиная с конца 1990-х гг. примерно 25 — 30 тыс. индийцев ежегодно переезжают в Канаду, что сделало индоканадцев второй по численности культурной группой, мигрировавших в страну, после китайцев. Несмотря на традиционное расселение общины в районах Ванкувера и Торонто, сегодня индийское население появляется и в других городах страны, что в большей степени связано с их развитием.

## Индийцы из других стран
Кроме населения, мигрировавшего непосредственно с Индийского субконтинента, в Канаде проживает множество индийцев, приехавших из других частей света, где распространена индийская диаспора. Главным образом это мигранты из Восточной Африки и Карибских островов, куда ввозилось большое количество индийцев в качестве рабочей силы во времена британского владычества. Вдобавок к ним, в Канаду переезжают индийцы из США и Великобритании главным образом из-за больших экономических и трудовых перспектив в Канаде.

## Расселение
- По данным переписи 2006 года провинции с наибольшим числом индийцев включают:

- - Онтарио — 573 тыс. чел.

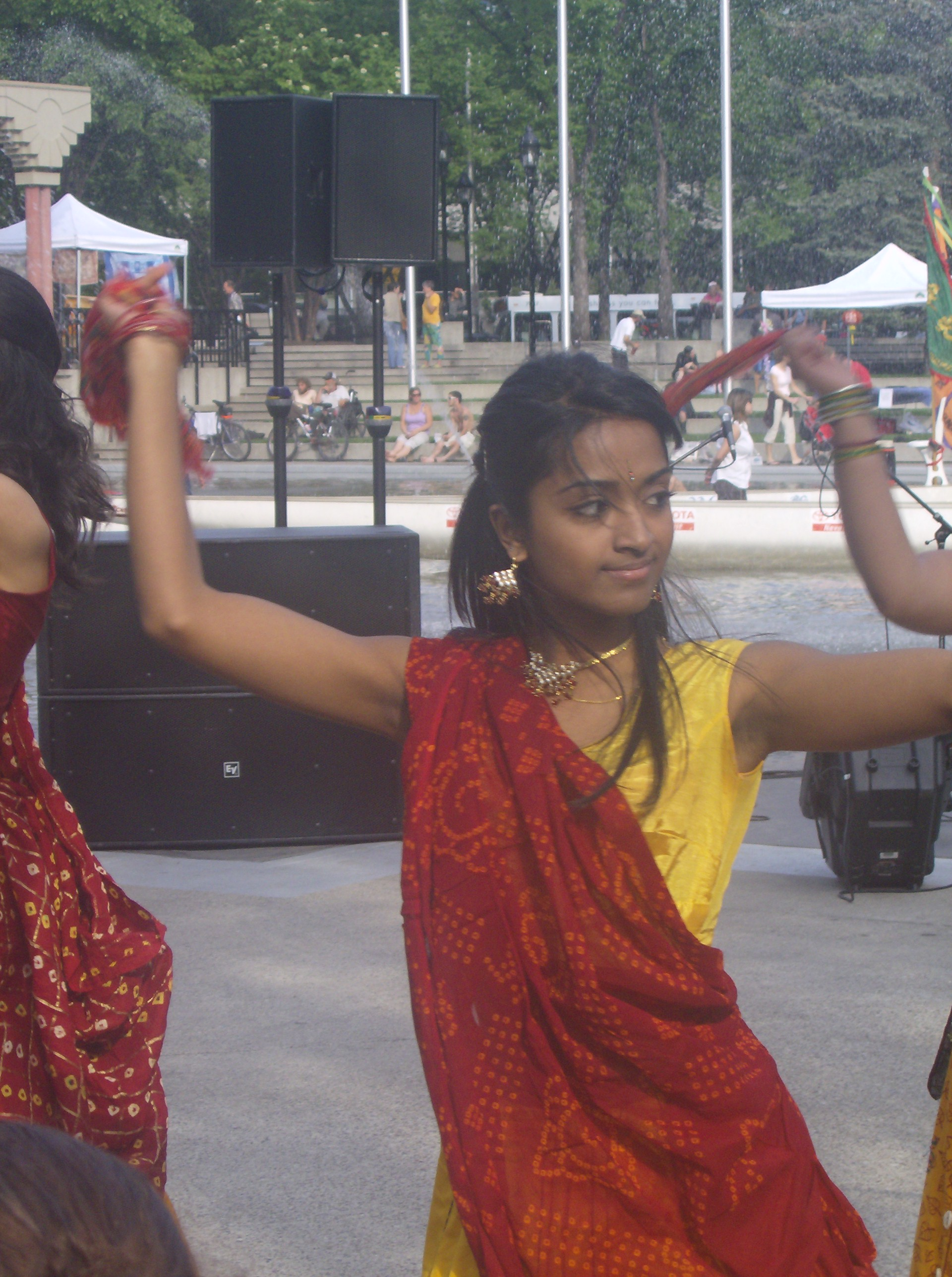
Исполнение народного танца гуджаратцев, Калгари

  - Британская Колумбия — 232 тыс. чел.
  - Альберта — 88 тыс. чел.
- Города с наибольшим индийским населением:
  - Торонто — 484 655 (51 % всех индоканадцев)
  - Ванкувер — 181 895 (около 20 % всех индоканадцев)
  - Калгари — 48 270
  - Монреаль — 39 305

## Язык и религия
В 2009 году численность индоканадцев пересекла отметку в 1 миллион человек.
Несмотря на преобладание индуизма в самой Индии (80 — 82 % населения), распределение религий среди индоканадцев заметно отличается. В 2001 году сикхи составляли 34 %, индуисты — 27 %, мусульмане — 17 % и христиане — 16 %.
Самый распространённый язык среди индоканадцев — пенджаби, на нём говорят мигранты из Пакистана и северо-западной Индии. Второй по распространению — тамильский, заметно также население, говорящее на хинди, урду и гуджарати.